# Paederia yunnanensis
Paederia yunnanensis är en måreväxtart som först beskrevs av Augustin Abel Hector Léveillé, och fick sitt nu gällande namn av Alfred Rehder. Paederia yunnanensis ingår i släktet Paederia och familjen måreväxter. Inga underarter finns listade i Catalogue of Life.